# 日秀
日秀（1503年—1577年11月4日）是日本室町時代的一位真言宗僧侶。
出生在日本加賀國或上野國。19歲時，因為殺人，發願出家，在高野山修行。在尚清王在位年間，日秀為了探訪補怛洛伽山，乘船從紀伊國出發，途中遭難，漂到金武村的富花港。日秀上陸後，創建了金武觀音寺（後來成為金武宮的別當寺）。根據《球陽》的說法，日秀法力無邊，立碑擊退了妖怪，創作彌陀、藥師、觀音三像，奉安於那霸的護國寺。
此後，日秀回到日本，來到薩摩國，在坊津建立一乘院、國分建立正護寺。又在大隅國開創三光院。